# Clausia podlechii
Clausia podlechii är en korsblommig växtart som beskrevs av F. Dvorák. Clausia podlechii ingår i släktet Clausia och familjen korsblommiga växter. Inga underarter finns listade i Catalogue of Life.